# Пирита
Пирита (ест. Pirita jõgi) река је у Естонији која протиче северним делом земље преко територије округа Јарвама и Харјума. Дужина тока је 105 km, површина сливног подручја око 799 km², док је просечан проток воде у реци 7-8 m³/s. Улива се у Талински залив на територији града Талина и припада басену Финског залива Балтичког мора.
Њене воде користе се за водоснабдевање града Талина за чије потребе је саграђено вештачко водосабирно језеро Паункила које је каналом повезано са језером Илемисте.
На њеном естуарском ушћу налази се пристаниште за мање бродове.